# تهتی
تهتی (به انگلیسی: Thathi) یک منطقهٔ مسکونی در پاکستان است که در ناحیه راولپندی واقع شده‌است. تهتی ۱۴٬۵۶۳ نفر جمعیت دارد.